# British Expeditionary Force
British Expeditionary Force, BEF, "Brittiska expeditionsstyrkan", på svenska vanligen kallad "brittiska expeditionskåren", vilket är något oegentligt då den under första världskriget bestod av flera armékårer, var en brittisk utlandsstyrka som stred i Frankrike och Belgien under första världskriget och de brittiska styrkorna i Europa under andra världskrigets första år 1939-1940. BEF instiftades av krigsministern Richard Burdon Haldane efter andra boerkriget för den händelse att Storbritannien snabbt skulle behöva sända en större styrka till en krigsskådeplats utanför de brittiska öarna.

## Första världskriget
BEF sändes till Frankrike vid krigets utbrott och bestod av tre armékårer: I, II och kavallerikåren under befäl av fältmarskalk John French. BEF deltog i slaget vid Mons där britterna drevs tillbaks och senare i det segerrika slaget vid Marne. BEF skickades därefter till kanalkusten för att korta underhållslinjerna och deltog i första slaget vid Ypres. BEF upphörde egentligen i december 1914 då de brittiska trupperna delades upp på 1:a och 2:a armén, men namnet används ofta som samlingsnamn på de brittiska stridskrafterna på västfronten under första världskriget.

## Andra världskriget

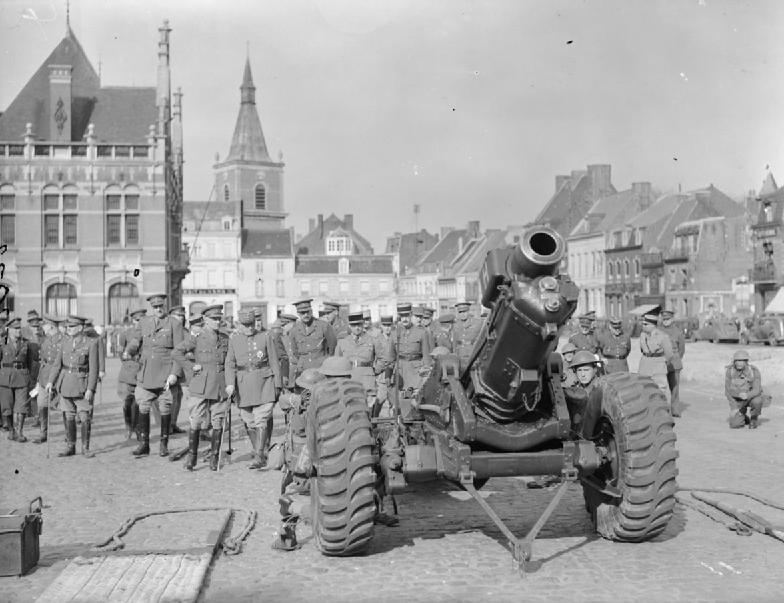
BL 6 inch 26 cwt howitzer inspekteras av brittiska och franska officerare i Orchies den 23 april 1940.

Efter att Storbritannien och Frankrike förklarat Nazityskland krig överfördes BEF hösten 1939 till norra Frankrike. Styrkan bestod denna gång av 10 divisioner och en stridsvagnsbrigad fördelade på tre kårer under befäl av fältmarskalken lord Gort. Styrkan byggdes upp fram till det tyska anfallet mot Frankrike, Belgien och Nederländerna då BEF marscherade in i Belgien för att assistera belgarna och möta de tyska stridskrafterna. Tillsammans med franska och belgiska förband inringades BEF men lyckades genomföra en Operation Dynamo vid Dunkerque. All materiel gick dock förlorad.

### Organisation
Expeditionsstyrkans organisation den 10 maj 1940:
- 1st Army Tank Brigade
- 1st Armoured Reconnaissance Brigade
- 5th Infantry Division
- I Corps
  - 1st Infantry Division
  - 2nd Infantry Division
  - 48th (South Midland) Division
- II Corps
  - 3rd Infantry Division
  - 4th Infantry Division
  - 50th (Northumbrian) Infantry Division
- III Corps
  - 42nd (East Lancashire) Infantry Division
  - 44th (Home Counties) Division

#### Saar Force
En ensam Brittisk division med ett mindre förband underställda, var posterade i Saarland öster om Maginotlinjen, divisionen var underställd den franska armékåren Corps d'Armée Colonial ur 3e Armée.
- 51st (Highland) Infantry Division

#### Förband i träning eller arbetstjänst
- 12th (Eastern) Infantry Division
- 23rd (Northumbrian) Infantry Division
- 46th Infantry Division